# شجرة باينيرا
هناك العديد من انواع الشجر المعروفة باسم باينييرا أو قابوق سيبا paineira في البرازيل، تنتمي جميعها تقريبًا إلى جنس سايبا Ceiba (سابقًا،(الآن تغير اسم النوع)
أشهرها هو رافينا، موطنها الغابات البرازيلية وبوليفيا، وُصفت باسم في Chorisia speciosa St. Hil.
الأسماء الأخرى الشائعة: الكابوك، paina الحرير، paineira الأبيض، الوردي paineira، شجرة الصوف، ذات البطن.

## مميزات
شجرة يصل طولها إلى 30 مترا الجذع لونه اخضر ورمادي موزع فيها شرائح للتركيب الضوئي ولها شوكات قوية حادة جدا في الجذع والفروع الصغيرة ولكنها تقل عندما تكبر الشجرة في العمر.
يتمتع جذع البانييرا بقدرة جيدة على تصنيع الكلوروفيل (إجراء عملية التركيب الضوئي) والجذع لونه أخضر حتى عندما يكون حجمه كبيرا؛ هذا يساعد على نمو الشجرة حتى لو جردت الشجرة من الأوراق؛ من الشائع أيضًا أن يُظهر البانيراس نوعًا من التوسع عند قاعدة الجذع، ومن هنا جاء لقب «ذو البطن».

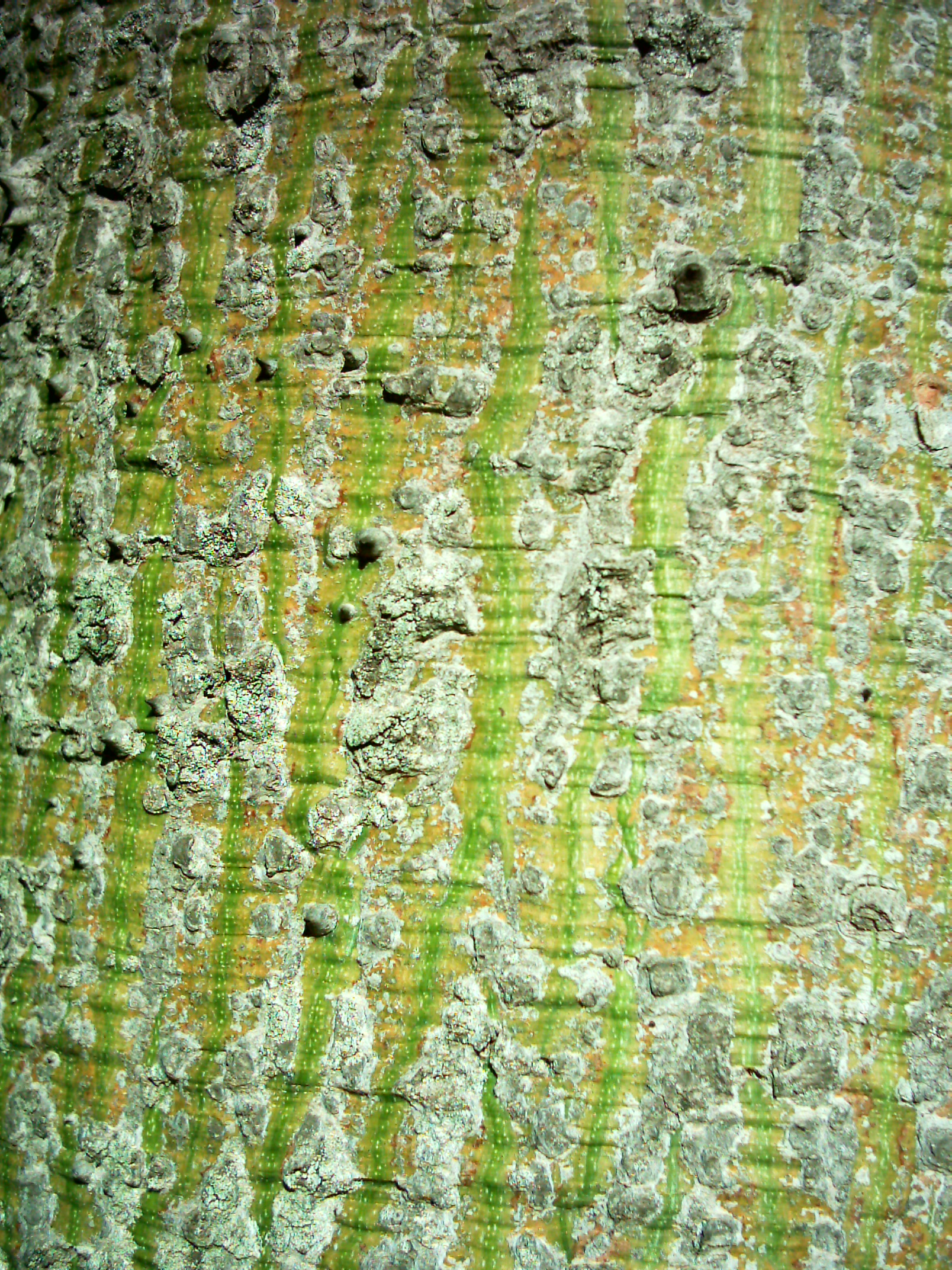
تفاصيل الجذع ، مع تخليق ضوئي (مصورة في البرتغال)

الأوراق تتساقط في وقت الإزهار. بها خمس بتلات وردية ذات بقع حمراء وحواف بيضاء. هناك مجموعة ثانية بزهور بيضاء.

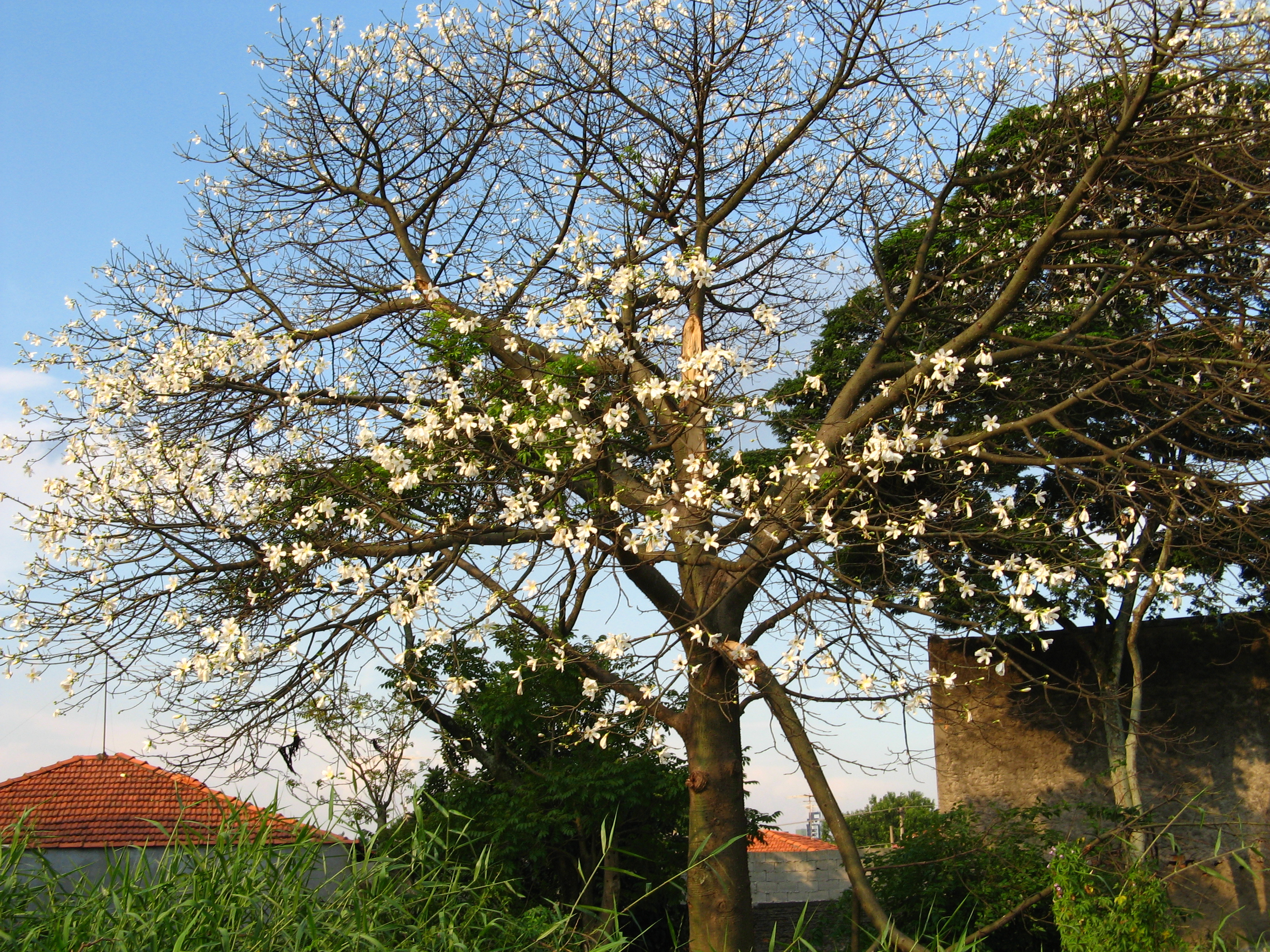
White Paineira ، صنف أقل شيوعًا ، مع زهور بيضاء ، في حديقة Ceret ، في ساو باولو ، البرازيل

تتحد أعضائهم التناسلية في أنثوية طويلة.
الثمار عبارة عن كبسولات خضراء، عندما تنضج، تنفجر وتعطي نوع من القطن نتيجة 
ذلك.

## معرض

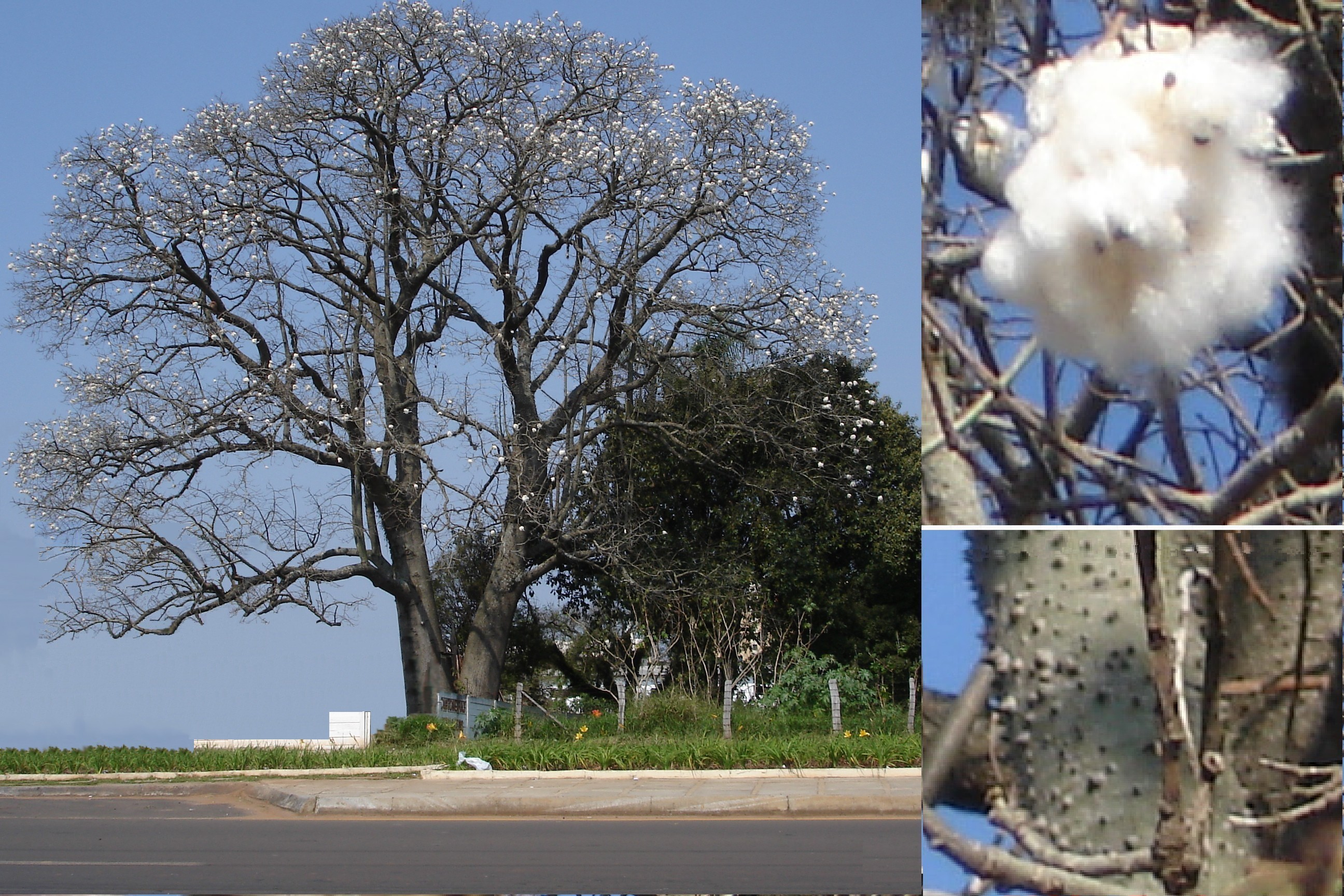
بينيرا مع باينا . أعلى اليمين: بذور ملفوفة في باينا. اليمين ، أسفل: الجذع مع acúleos .
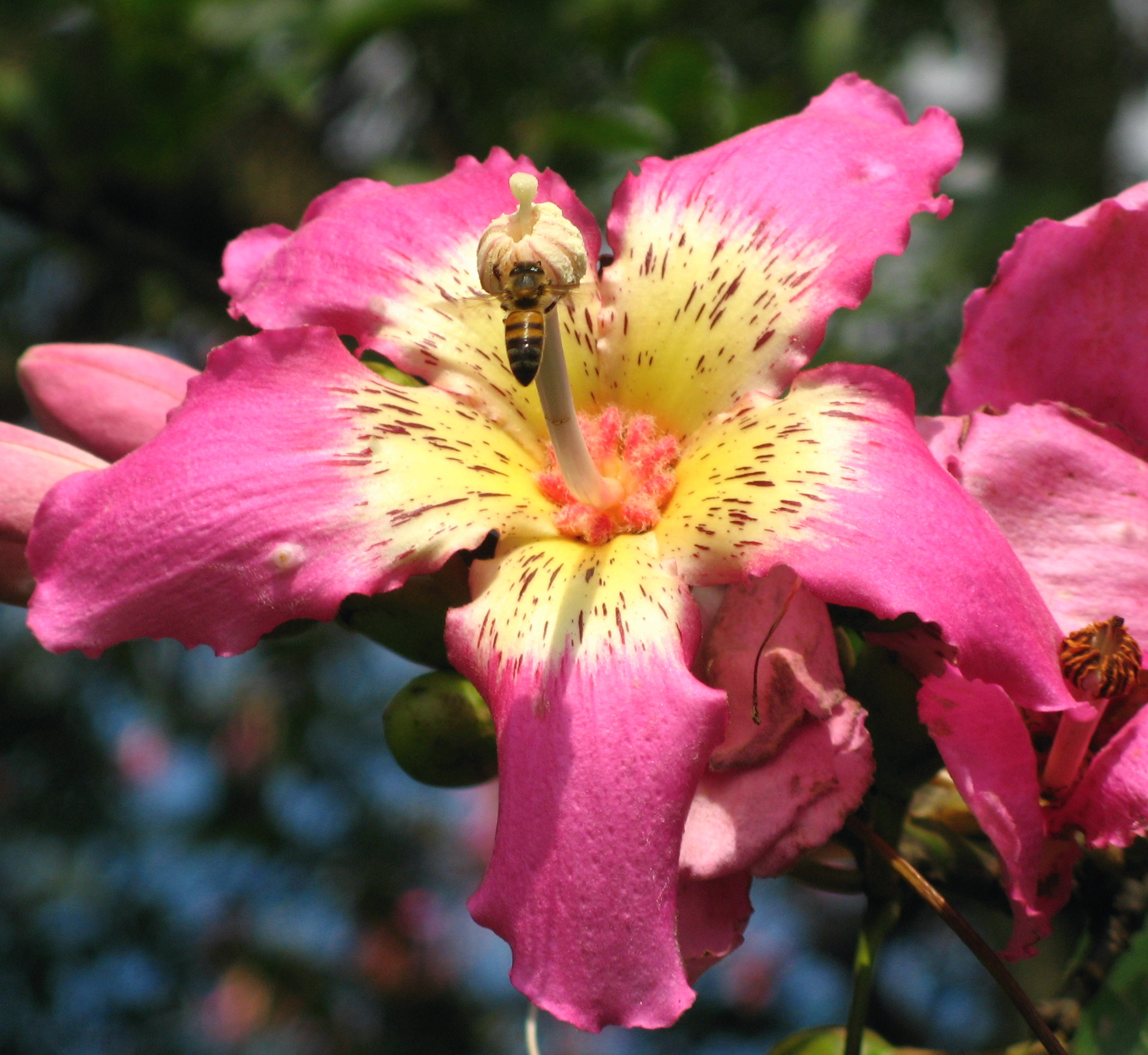
Paineira-rosa: تفاصيل الزهرة المستقبلة لملقح النحل
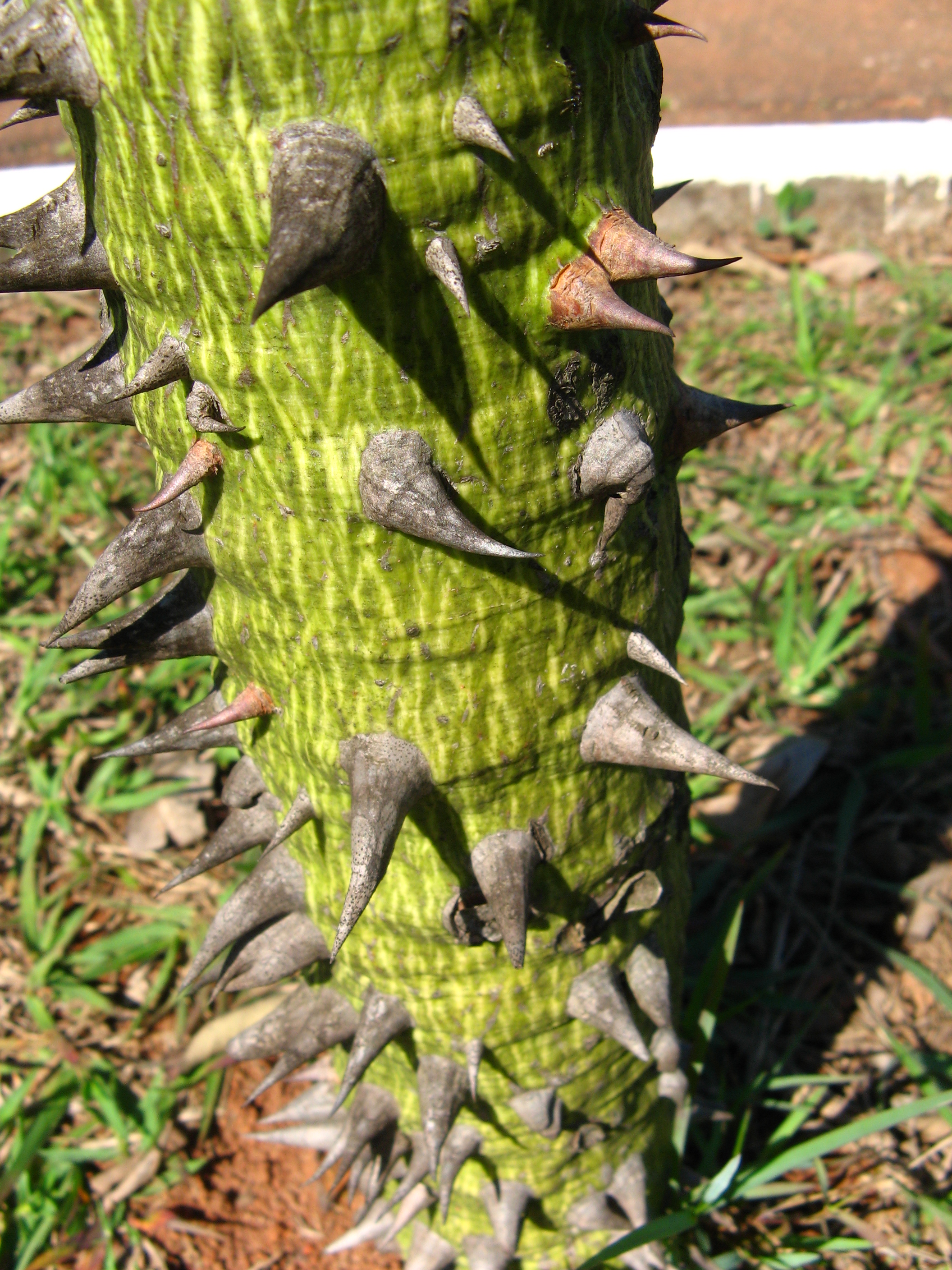
الشباب والأخضر مع acuulus.
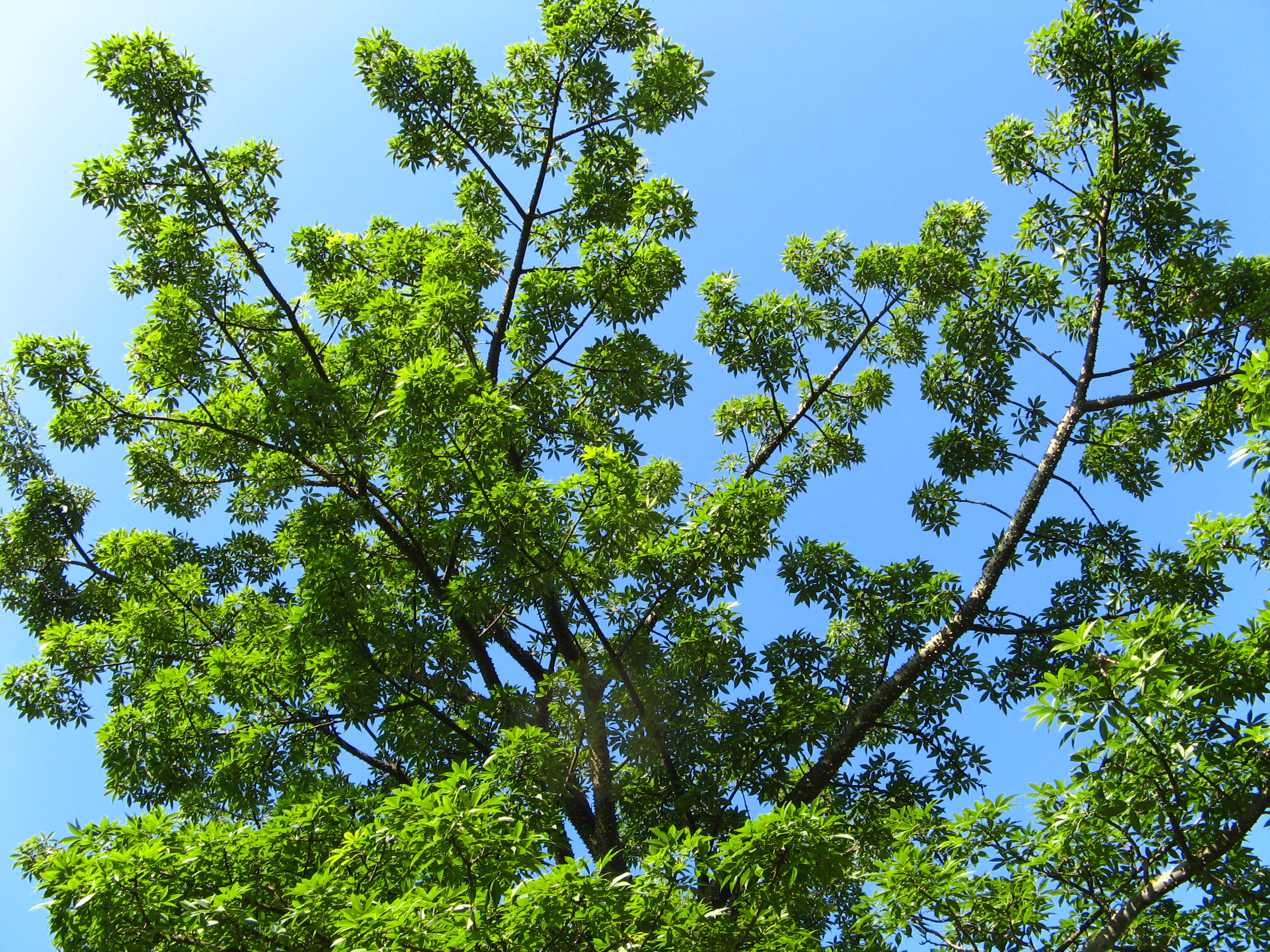
Paineira-rosa: تفاصيل المظلة والأوراق ذات اللون الأخضر الفاتح الجميل
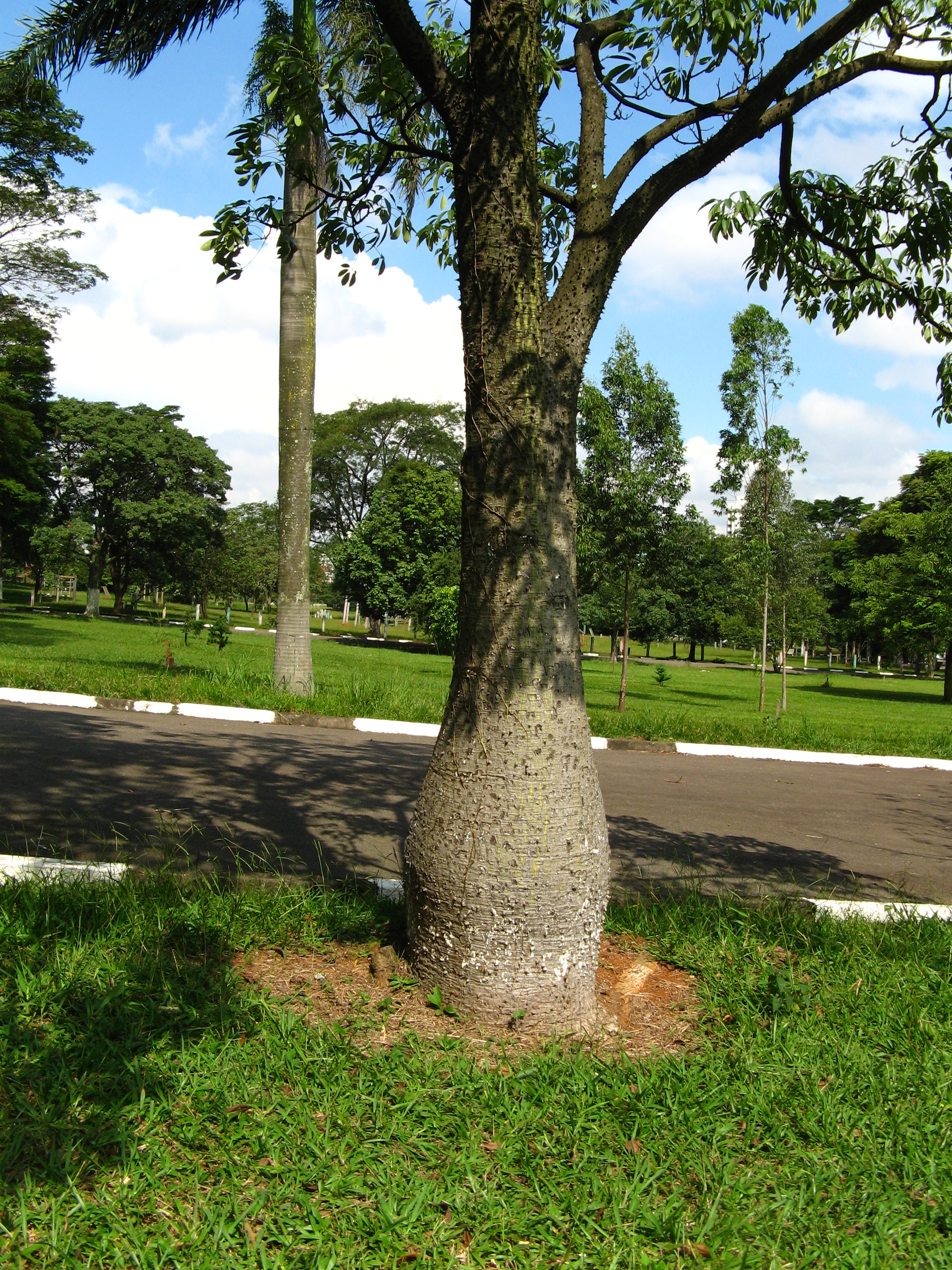
تبدو بعض السيقان مثل هذا ، ومن هنا جاء الاسم ذو البطن
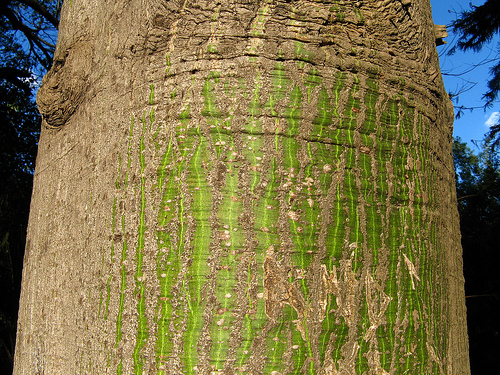
نسيج ضوئي أخضر لامع على الساق
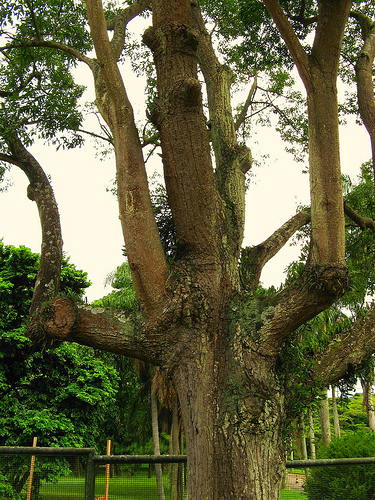
Paineira لأكثر من نصف قرن ؛ الجذع والقرون بلا أشواك وقشرة سميكة على اللحاء ....
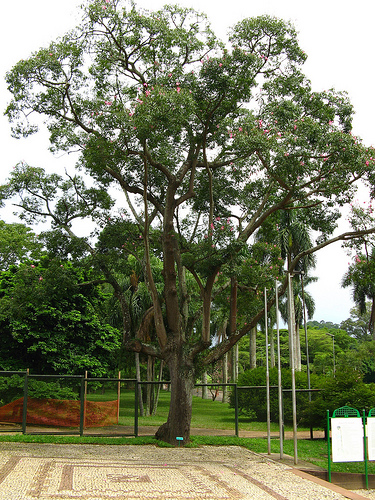
... وبقليل من الزهور. الحديقة النباتية في ساو باولو
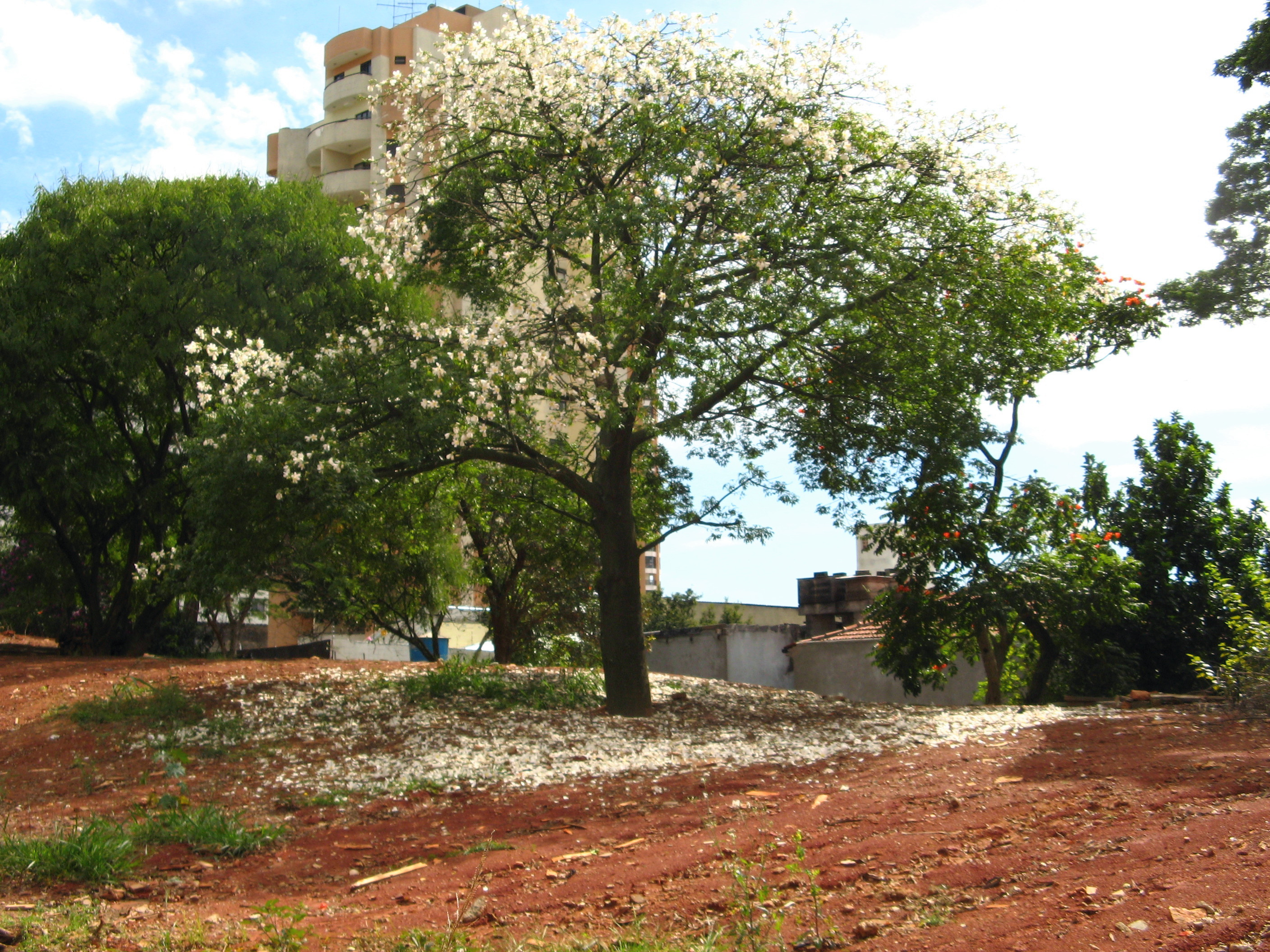
وايت باينيرا في ساو باولو - SP ( C. glaziovii )
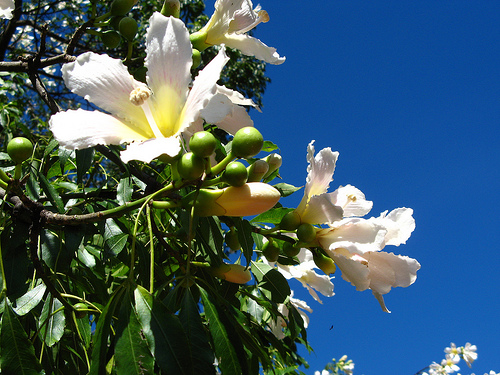
زهور بينيرا البيضاء
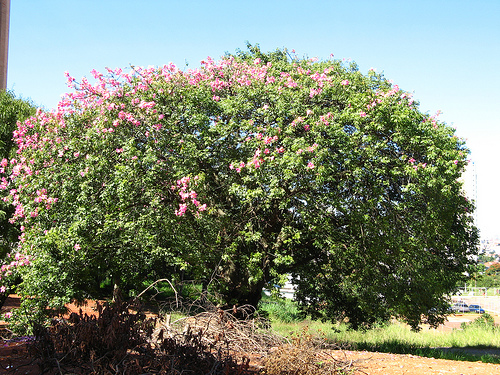
عادة ما تكون نفضية ، ولا تفقد أوراقها عند الإزهار
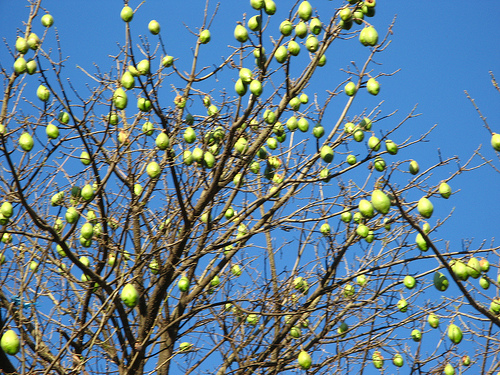
الفاكهة
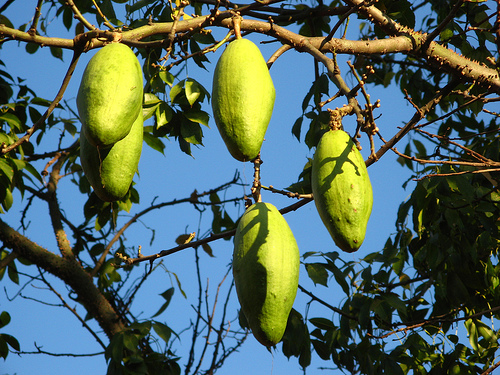
الفاكهة
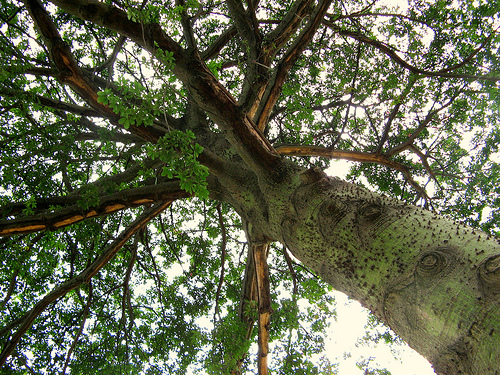
الأقمشة الضوئية أيضًا في هذه البانيرا الضخمة
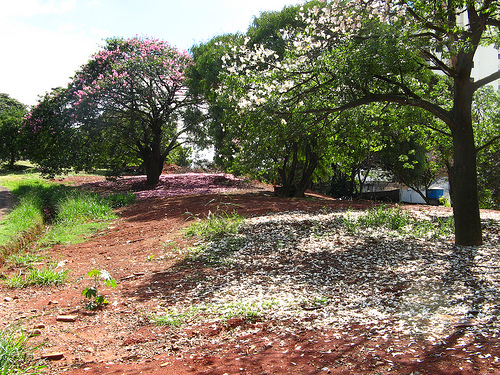
تتساقط الأزهار الوردية والأبيض ؛ الخريف في ساو باولو
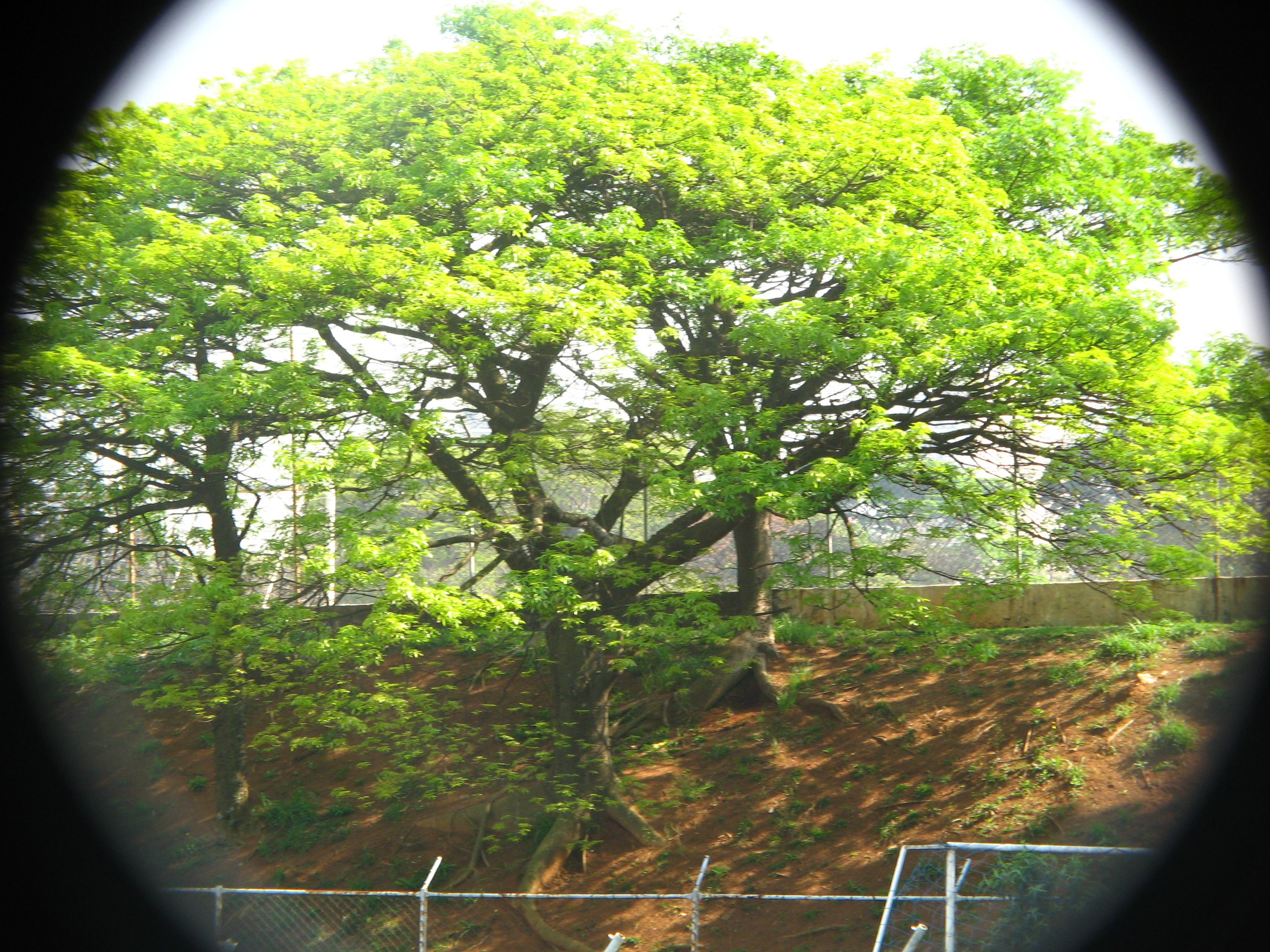
أوراق الشجر الخضراء الزاهية الجديدة ، في نهاية فصل الشتاء ، في مدينة ساو باولو
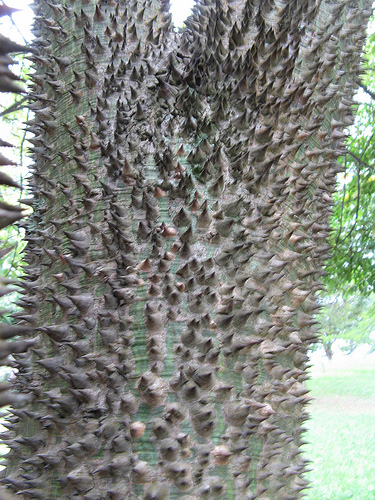
احتفظت هذه المؤخرة الضخمة بالأطواق.
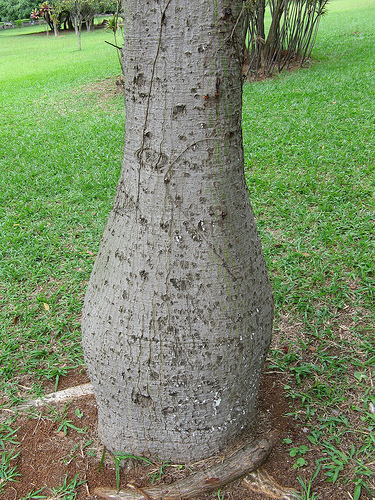
تفاصيل "البطن"
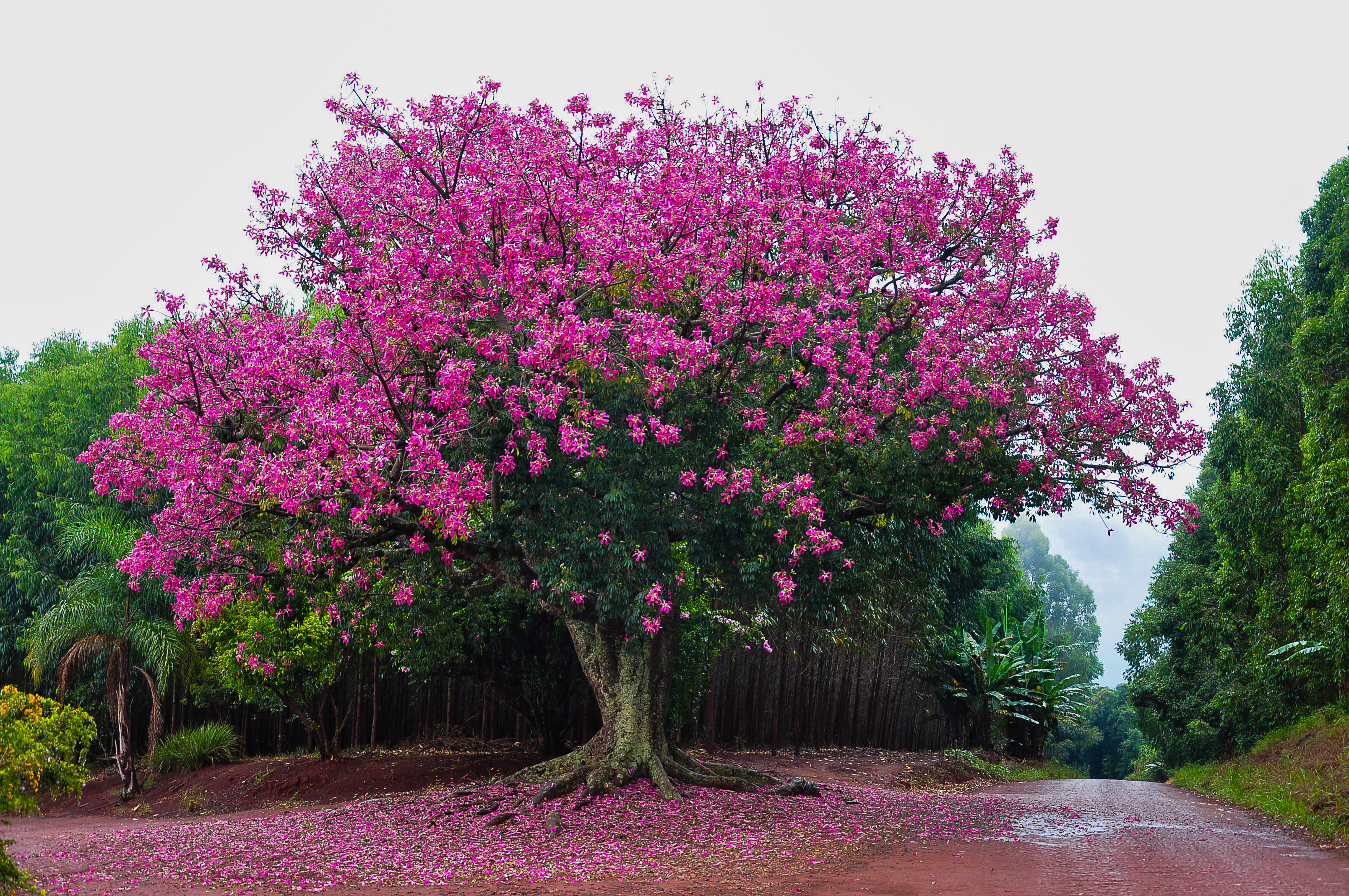
بينيرا فلوريدا